# Wester Kittochside Farm

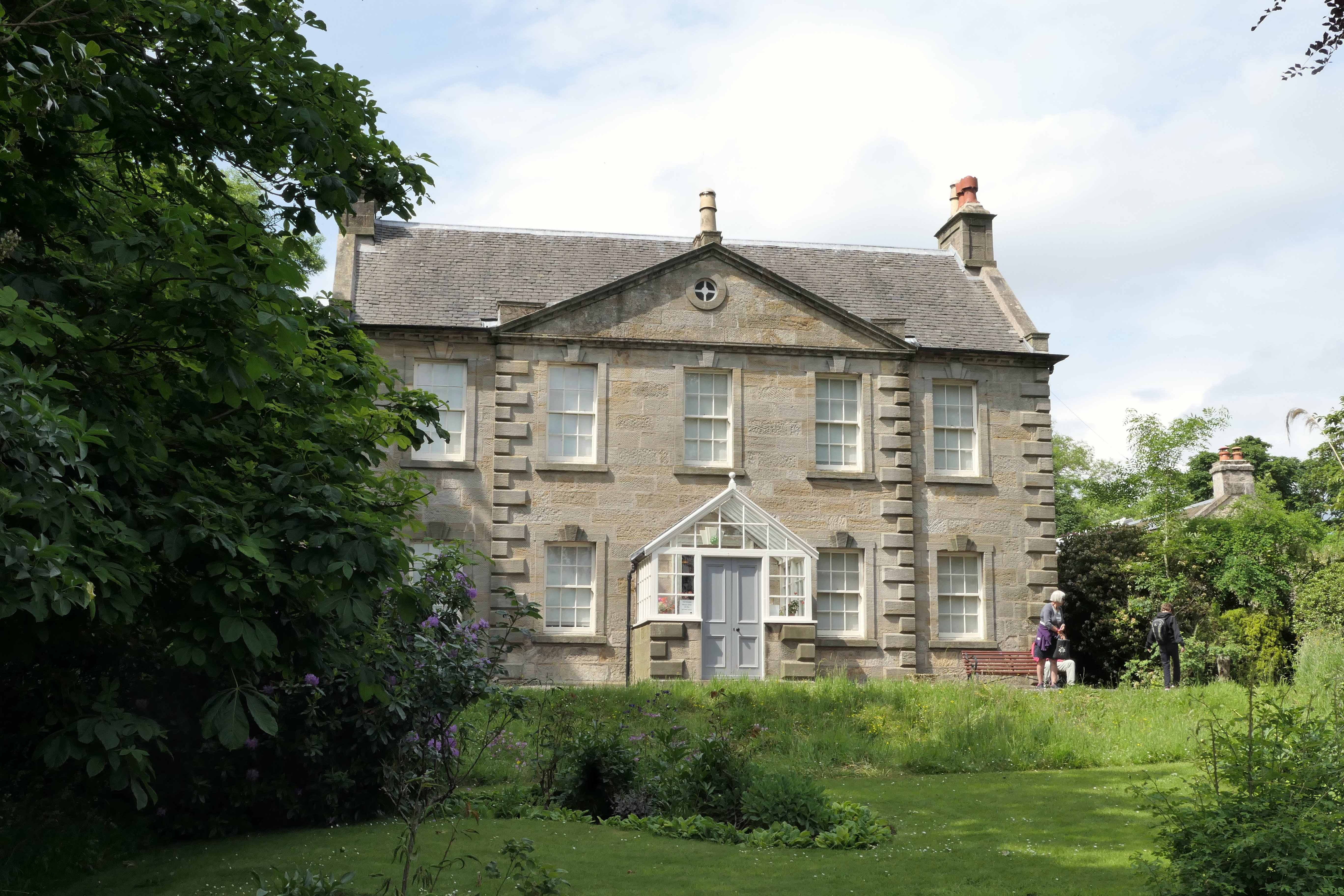
Wester Kittochside Farm

Die Wester Kittochside Farm ist ein Gehöft nahe der schottischen Stadt East Kilbride in der Council Area South Lanarkshire. 1963 wurde das Bauwerk in die schottischen Denkmallisten in der höchsten Denkmalkategorie A aufgenommen.

## Geschichte
Spätestens ab 1567 bewirtschaftete die Familie Reid über Generationen hinweg die Wester Kittochside Farm. Durch die lange Zugehörigkeit zu einer Familie kann anhand der vorhandenen Gebäude und Maschinerien der Übergang von der traditionellen Landwirtschaft im 16. Jahrhundert bis zur heutigen maschinenunterstützten Bewirtschaftung nachvollzogen werden. Um den neuen Gegebenheiten gerecht zu werden, wurden im Laufe der Jahrhunderte verschiedene Gebäude abgebrochen und durch zeitgemäße ersetzt. Eine signifikante Bauphase fand 1906 statt, als unter anderem eine Küche angebaut wurde. Das Bauernhaus stammt aus dem Jahre 1783. Noch bis in die frühen 1970er Jahre wurde der Bauernhof bewirtschaftet. 1992 vermachte die Eigentümerin das Gehöft dem National Trust for Scotland, welcher die Wester Kittochside Farm restaurierte.

## Beschreibung
Der Bauernhof liegt isoliert rund 400 m nordwestlich von East Kilbride. Das Bauernhaus weist einen L-förmigen Grundriss auf. Es ist klassizistisch ausgestaltet. Die südexponierte Frontseite ist fünf Achsen weit und schließt mit einem Dreiecksgiebel mit Ochsenauge. Faschen aus cremefarbenem Sandstein fassen die zwölfteiligen Sprossenfenster ein. Sie sind mit stilisierten Schlusssteinen gearbeitet. Rustizierte Ecksteine setzen die Gebäudekanten ab. Das Gebäude wird über eine zweiflüglige Türe mit Kämpferfenster betreten. Es schließt mit einem schiefergedeckten Satteldach.